# Viña Casas del Bosque

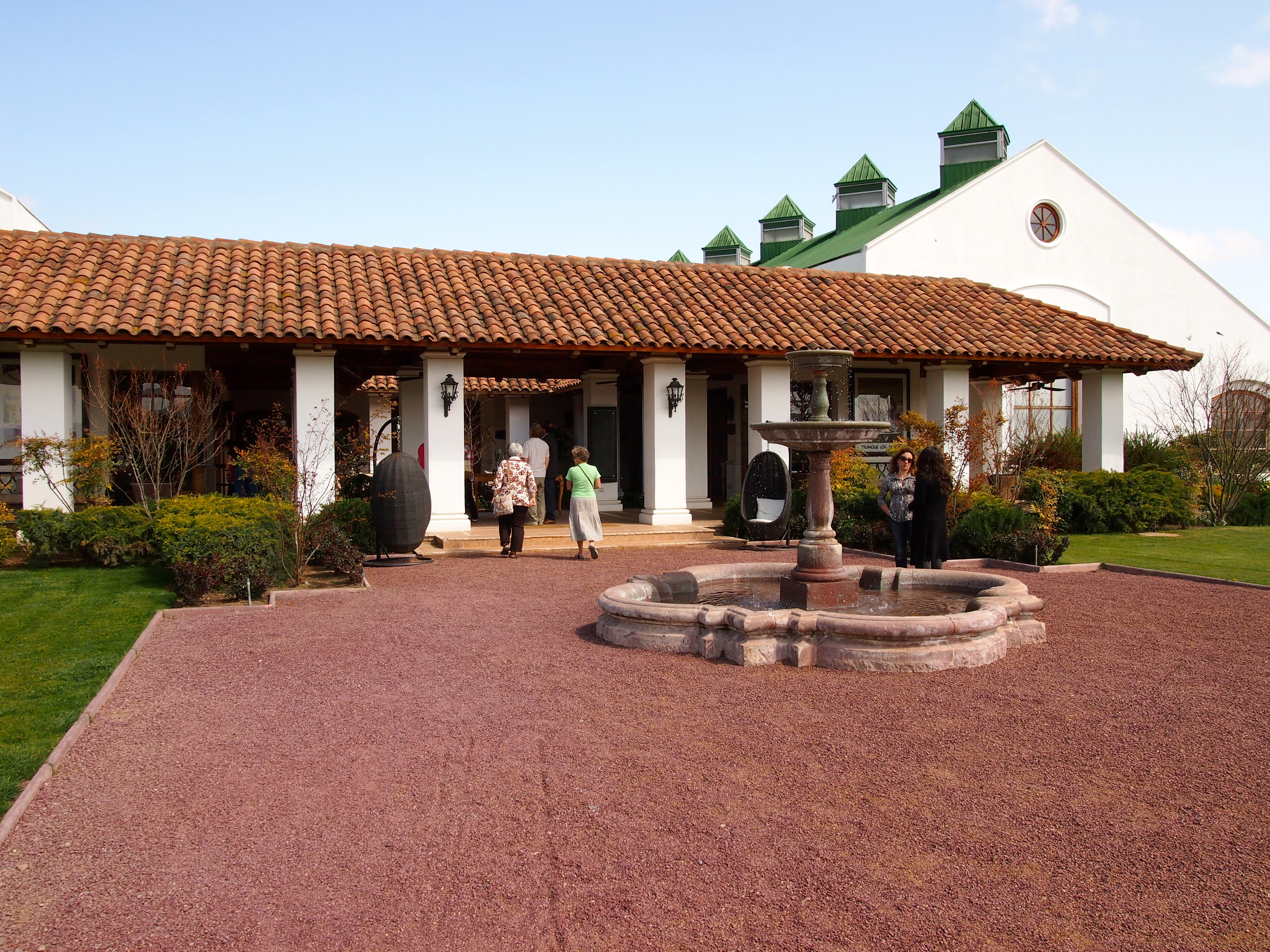
Entrada a Viña Casas del Bosque.

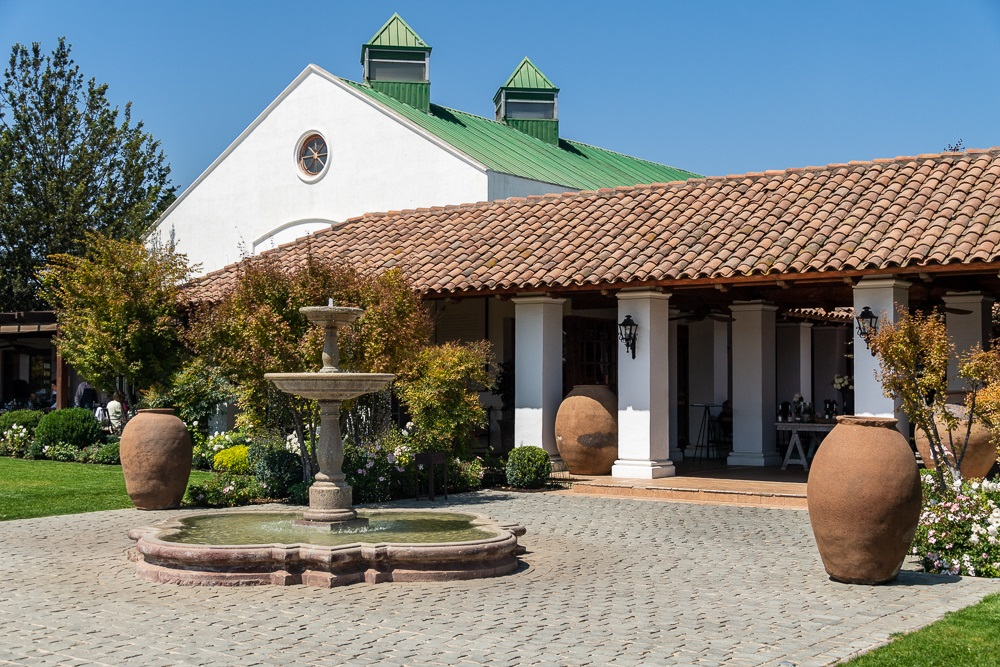
Fuente de agua de Viña Casas del Bosque.

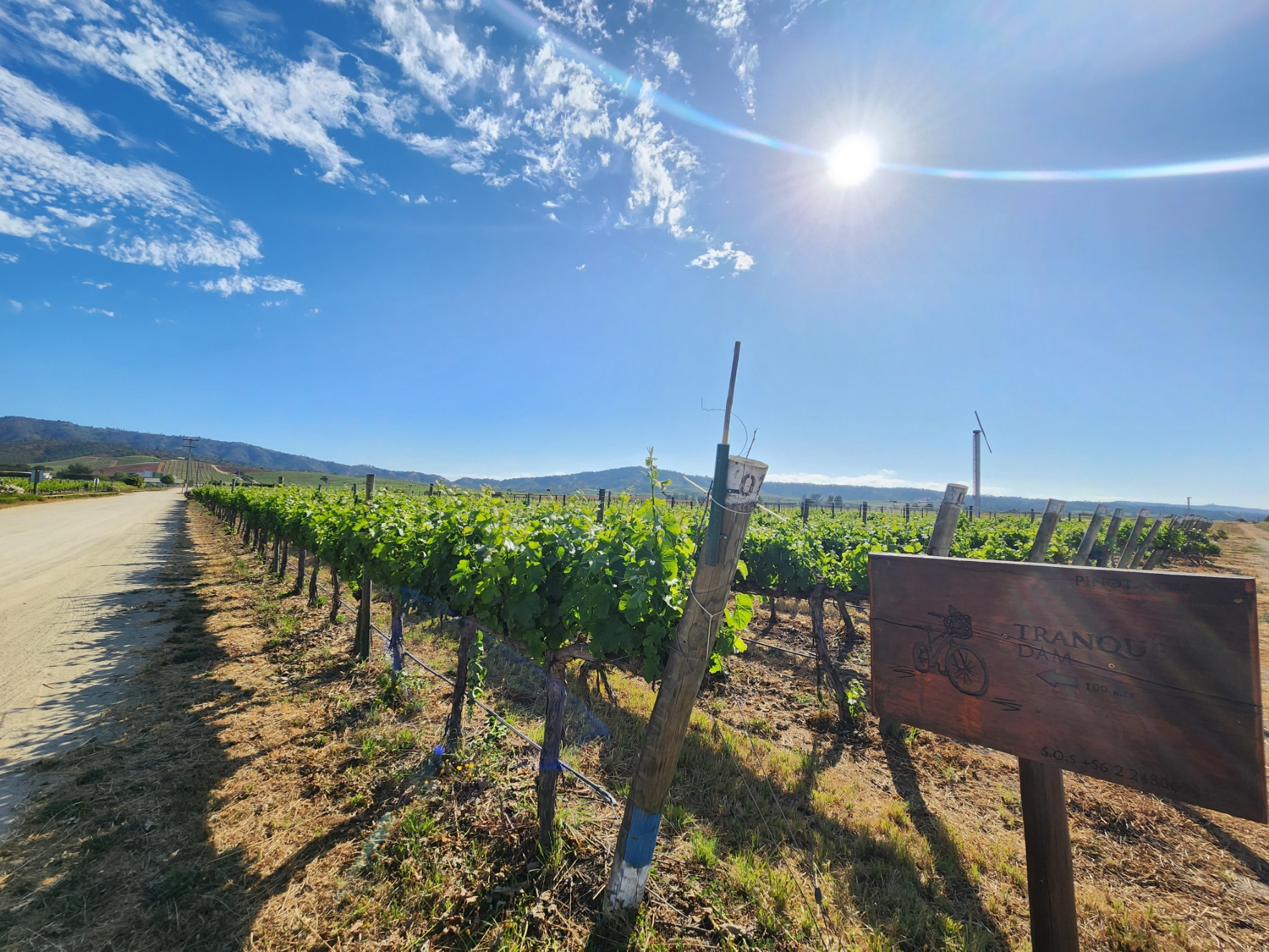
Vides de la Viña Casas del Bosque.

{{Viña Casas del Bosque es una viña y bodega de vinos localizada en el valle de Casablanca, Chile, fundada en 1993, por la familia Cúneo-Solari. Cuenta con 235 hectáreas de terreno, especializadas en variedades de vid adaptadas a condiciones frías, principalmente Sauvignon Blanc, Chardonnay, Riesling, Pinot Noir y Syrah, las que adquieren notas particulares producto de un suelo de origen geológico volcánico y marino, cultivando notas salinas en el sabor. Sus instalaciones, entre las que se consideran los restaurantes Tanino y Casa Mirador, reciben en torno a 50.000 visitantes por año.
La viña ha reportado una comercialización de 1.170.000 litros (130 mil cajones de vino) para 2018. Entre los principales mercados de exportación de Viña Casas del Bosque, se encuentran China, Estados Unidos, Canadá, Inglaterra y Dinamarca.

## Premios y reconocimientos
- Internacionales:
  - 5º mejor Sauvignon Blanc del mundo en 2016, cosecha de 2014, según la Asociación Mundial de Periodistas y Escritores de Vinos y Licores.[4]
  - 1º lugar categoría arquitectura y paisaje, en el International Best Of Wine Tourism de 2019, otorgado por Great Wine Capitals.[5]